# Marc Seberg
 (juin 2020).
Si vous disposez d'ouvrages ou d'articles de référence ou si vous connaissez des sites web de qualité traitant du thème abordé ici, merci de compléter l'article en donnant les références utiles à sa vérifiabilité et en les liant à la section « Notes et références ».
Pour les articles homonymes, voir Seberg.
Marc Seberg est un groupe de rock français créé en 1981 par l'auteur-compositeur-interprète Philippe Pascal et le compositeur et guitariste Anzia (Gilles Rettel), précédemment membres du groupe rennais Marquis de Sade.

## Histoire

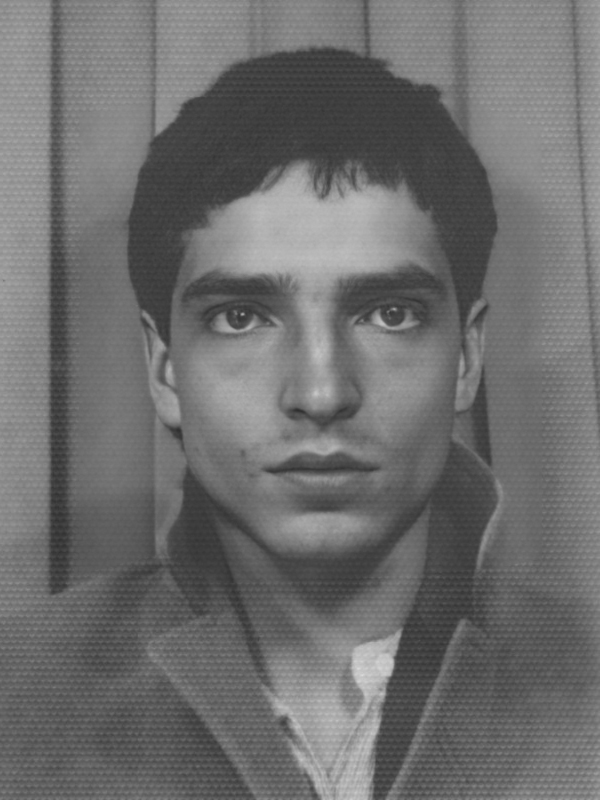
Philippe Pascal en 1979. Photo d'identité (Sacem).

Après la séparation du groupe Marquis de Sade, le chanteur, Philippe Pascal retrouve Anzia, présent sur le premier album Dantzig twist (1979) de Marquis de Sade. Après une première formation en 1981 avec les ex-membres du groupe rennais Frakture (Sergeï Papail, Pascal « Karels » Perrée et Philippe Rérolle), ils enregistrent un mini-album de 5 titres au studio DB à Rennes (septembre 1981).
En 1983 sort leur premier disque, Marc Seberg 83, produit par Steve Hillage (ex-Gong). Il comprend la reprise de la chanson de Kurt Weill Surabaya Johnny, avec des paroles en anglais. Cet album contient également une courte composition « dodécaphonique » avec un chant improvisé au moment de son enregistrement (No Way).
Le deuxième album, Le Chant des terres, sort en 1985. Il comprend un poème de Charles Baudelaire, Recueillement. Pascale Le Berre est aux claviers pour cet album.
Sortie en 1987 du troisième album, Lumières & Trahisons.
Le quatrième album, Le Bout des nerfs, sort en 1989. Il est le dernier du groupe qui se sépare en 1992.
Philippe Pascal et Pascale Le Berre signent un album en 1994 sous le nom de Philippe Pascale, mais celui-ci n'aura jamais de suite.
Origine du nom du groupe : Marc est le héros de nombreuses chansons du groupe. Seberg est une référence à l'actrice nouvelle vague Jean Seberg.
En 2020, Dominique A sort, sur son album Vie étrange, une reprise de L'Éclaircie, titre extrait du Chant des terres.

## Formation
- Philippe Pascal : composition, chant
- Anzia : composition, guitare
- Pierre Thomas : batterie
- Pierre Corneau : guitare basse
- Pascale Le Berre : claviers (à partir du deuxième album)

## Discographie

### Albums

#### Marc Seberg 83
Marc Seberg 83 est le premier album du groupe Marc Seberg, sorti en 1983 et produit par Steve Hillage pour Virgin. Sur la version vinyle et cassette il comprend les titres : 
1. Jour après jour (Philippe Pascal - Gilles « Anzia » Rettel)
2. Surabaya Johnny (Bertolt Brecht - Kurt Weill - Elisabeth Hauptmann)
3. Personalities (Philippe Pascal - Pierre Corneau)
4. Sylvie (Philippe Pascal - Gilles « Anzia » Rettel)
5. Don't fall (Philippe Pascal - Gilles « Anzia » Rettel)
6. Sans mémoire (Philippe Pascal - Gilles « Anzia » Rettel)
7. No way (Philippe Pascal - Gilles « Anzia » Rettel)
8. Tricks of mind (Philippe Pascal - Gilles « Anzia » Rettel)
9. Strikes (Philippe Pascal - Pierre Corneau)
10. The shriek (Philippe Pascal - Gilles « Anzia » Rettel)

La version CD reprend cette liste et y ajoute Venus in Furs (Velvet Underground cover), de Lou Reed.

#### Le Chant des terres
Le Chant des terres est le deuxième album du groupe Marc Seberg, sorti en 1985, et produit par Nick Patrick pour Virgin. Il comprend les titres : 
1. L'Éclaircie (Philippe Pascal - Gilles « Anzia » Rettel)
2. Le Chant des terres (Philippe Pascal - Pierre Corneau)
3. Don't Fail Me (Philippe Pascal - Pierre Corneau)
4. Si j'avais su te dire (Philippe Pascal - Gilles « Anzia » Rettel)
5. Aurore (Philippe Pascal - Gilles « Anzia » Rettel)
6. Recueillement (Charles Baudelaire - Pascale Le Berre)
7. E. Rope (Philippe Pascal - Pierre Corneau)
8. Les Ailes de verre (Philippe Pascal - Gilles « Anzia » Rettel)

2 bonus sont présents sur la réédition CD :
1. L'Éclaircie (version maxi) (Philippe Pascal - Gilles « Anzia » Rettel)
2. Une dernière fois (Philippe Pascal - Gilles « Anzia » Rettel)

#### Lumières & trahisons
Lumières et trahisons est le troisième album du groupe Marc Seberg, sorti en 1987, et produit par John Leckie pour Virgin
Il contient les titres :
1. Dans ses rêves (Philippe Pascal - Pascale Le Berre)
2. Décembre (Philippe Pascal - Gilles « Anzia » Rettel)
3. Emmène-moi (Philippe Pascal - Gilles « Anzia » Rettel)
4. L'amour aux trousses (Philippe Pascal - Pascale Le Berre)
5. Jeux de lumières (Philippe Pascal - Gilles « Anzia » Rettel)
6. Fascination (Philippe Pascal - Gilles « Anzia » Rettel)
7. La nef des fous (Philippe Pascal - Pascale Le Berre)
8. Insectes (Philippe Pascal - Gilles « Anzia » Rettel)
9. P.S. (Philippe Pascal - Gilles « Anzia » Rettel - Pierre Corneau - Pascale Le Berre - Pierre Thomas)

2 bonus sont présents sur la réédition CD :
1. Sans paroles (Philippe Pascal - Gilles « Anzia » Rettel)
2. Miss leading (Philippe Pascal - Gilles « Anzia » Rettel)

#### Le Bout des nerfs
le Bout des nerfs est le quatrième album du groupe Marc Seberg, sorti en 1990, et produit par John Leckie pour Virgin. Il contient sur la version vinyle les titres :
1. Galver'ran (Philippe Pascal - Pierre Corneau)
2. Je t'accorde (Philippe Pascal - Pascale Le Berre)
3. Quelque chose, noir (Philippe Pascal - Pascale Le Berre)
4. L'autre rive (Philippe Pascal - Gilles « Anzia » Rettel)
5. Ligne de fuite (Philippe Pascal - Gilles « Anzia » Rettel)
6. Un homme marche (Philippe Pascal - Gilles « Anzia » Rettel)
7. Désordre K.O. (Philippe Pascal - Pascale Le Berre)
8. Le blues du serpent (Philippe Pascal - Gilles « Anzia » Rettel)
9. Revanche (Philippe Pascal - Pascale Le Berre)

La version CD possède en plus les titres :   
1. L.M̂. (Philippe Pascal - Gilles « Anzia » Rettel)
2. Valse l'heure (Philippe Pascal - Pierre Corneau)

### EP
- Au clair de la nuit (+ Live in Rennes) est le cinquième et dernier album sorti en 1991. Il comprend :

1. Au Clair de la Nuit (Désordre KO remix)
2. Recueillement (texte de Charles Baudelaire)
3. Fascination
4. Tricks of Mind
5. Le Chant des Terres
6. Break on Through (reprise des Doors)

### Singles
- Sylvie / Personalities (1983)
- L'Éclaircie / Une dernière fois (1984)
- Le Chant des terres (1985)
- Jeux de lumières (1987)
- L'Amour aux trousses (édition promotionnelle uniquement) (1988)
- Quelque chose, noir (1989)
- Je t'accorde (édition promotionnelle uniquement) (1990)
- Galver'ran (édition promotionnelle uniquement) (1990)